# Дивись, хто говорить знову
Дивись, хто говорить знову (англ. Look Who's Talking Too) — американська комедія 1990 року.

## Сюжет
У Майкі з'являється сестричка Джулі. Моллі і Джеймс радіють маляті, але Майкі це незабаром починає сильно дратувати. До цього додаються проблеми у дорослих, які часто сваряться. Майкі вирішує взяти відповідальність за збереження сім'ї на себе.

## У ролях
| Актор            | Роль                          |
| ---------------- | ----------------------------- |
| Джон Траволта    | Джеймс                        |
| Кірсті Еллі      | Моллі                         |
| Олімпія Дукакіс  | Розі                          |
| Еліас Котеас     | Стюарт                        |
| Твінка Каплан    | Рона                          |
| Брюс Вілліс      | голос Майкі                   |
| Розанна Барр     | голос Джулі                   |
| Деймон Веянс     | голос Едді                    |
| Гілберт Готфрід  | Джої                          |
| Мел Брукс        | голос містера Туалетна людина |
| Лорні Суссман    | Майкі                         |
| Меган Мілнер     | Джулі, 1 рік                  |
| Джорджия Кейтлей | Джулі, 4 місяці               |
| Ніккі Грем       | Джулі, новонароджена          |
| Денні Прінгл     | Едді                          |
| Луїс Гекерлінг   | Лу                            |